# Horismenus aeneicollis
Horismenus aeneicollis är en stekelart som beskrevs av William Harris Ashmead 1904. Horismenus aeneicollis ingår i släktet Horismenus och familjen finglanssteklar. Inga underarter finns listade i Catalogue of Life.